# This Will Destroy You
I This Will Destroy You sono un gruppo musicale post-rock statunitense, originario di San Marcos, in Texas.

## Storia
La band nasce nel 2004 dall'incontro dei quattro musicisti texani.
Nel 2005 esce l'EP/Demo Young Mountain che li lancia anche in Europa con canzoni come There Are Some Remedies Worse Than The Disease.
Nel 2008 è uscito l'album omonimo, contenente 7 canzoni. L'anno seguente hanno collaborato con la band Lymbyc Systym, con la quale hanno registrato l'EP Field Studies.
Nel maggio 2011 hanno pubblicato il loro terzo album, Tunnel Blanket, seguito il 12 settembre 2014 esce dal quarto album Another Language.

## Formazione
- Chris King – chitarra
- Jeremy Galindo – chitarra
- Donovan Jones – basso, tastiera
- Alex Bhore – batteria

## Discografia

### Album in studio
- 2006 – Young Mountain
- 2008 – This Will Destroy You
- 2011 – Tunnel Blanket
- 2014 – Another Language
- 2018 – New Others: Part One
- 2018 – New Others: Part Two
- 2020 – Vespertine

### Album dal vivo
- 2013 – Live in Reykjavik, Iceland

### EP
- 2008 – Field Studies (split con i Lymbyc Systym)
- 2010 – Moving on the Edges of Things
- 2020 – Variations & Rarities: 2004-2019 Vol. I
- 2020 – Variations & Rarities: 2004-2019 Vol. II

### Singoli
- 2010 – Their Celebrations
- 2010 – Communal Blood
- 2011 – Black Dunes
- 2017 – The Puritan
- 2017 – Kitchen
- 2018 – Escape Angle
- 2018 – Go Away Closer